# Kirsti Niskanen
Kirsti Niskanen, född 1951, är professor i historia vid Stockholms universitet. Hennes forskning behandlar genushistoria, ekonomisk historia och socialhistoria. Hon disputerade 1995 vid Stockholms universitet.

## Publikationer i urval
- Niskanen, Kirsti (1995). Godsägare, småbrukare och jordbrukets modernisering: Södermanlands län 1875–1935. Diss. Stockholm : Univ.

- Niskanen, Kirsti (red.), Föreställningar om kön: ett genusperspektiv på jordbrukets modernisering, [Ekonomisk-historiska institutionen, Univ.], Stockholm, 1998
- Niskanen, Kirsti, Feminism och ekonomisk idéhistoria, Centrum för genusstudier, Stockholms universitet, Stockholm 2006

- Niskanen, Kirsti, Karriär i männens värld: nationalekonomen och feministen Karin Kock, SNS förlag, Stockholm, 2007

- Niskanen, Kirsti & Florin, Christina (red.), Föregångarna: kvinnliga professorer om liv, makt och vetenskap, 1. uppl., SNS förlag, Stockholm, 2010